# La Séparation de la lumière et des ténèbres
La Séparation de la lumière et des ténèbres est une fresque (180 × 260 cm) de Michel-Ange, datable vers 1512, qui fait partie de la décoration du plafond de la chapelle Sixtine, dans les Musées du Vatican  à Rome. Elle a été commandée à l'artiste par Jules II.

## Histoire
Pour peindre la voûte, Michel-Ange commence par les travées près de la porte d'entrée utilisée lors des entrées solennelles du pontife et de son entourage, pour terminer par la travée au-dessus de l'autel. Les fresques sont exécutées en deux temps, séparées à la hauteur de la clôture qui existait à l'origine, plus ou moins au-dessus de la Création d'Eve. Cela est nécessaire car les échafaudages ne couvrent que la moitié de la chapelle et doivent être démontés et remontés de l'autre côté entre chacune des phases. La Séparation de la lumière et des ténèbres (Genèse, 1, 1-5) est donc la dernière des scènes principales à être peinte, bien qu'elle soit la première dans l'ordre de lecture.
Michel-Ange, pressé par les demandes papales de plus en plus exigeantes pour obtenir un achèvement rapide, en vient à terminer le cycle à une vitesse surprenante. Ainsi, La Séparation de la lumière des ténèbres est réalisée en un seul « jour » de fresque, synthétisant au maximum le style pictural sans compromettre le succès de l'effet dynamique éclatant de l'ensemble. Le dessin est transféré du carton par une gravure directe.

## Description et style
La scène fait partie du groupe de trois scènes liées à La Création du monde, avec La Création des étoiles et des plantes et La Séparation des terres et des eaux. Dans ces trois scènes, l'Éternel domine la représentation, en vol au-dessus d'espaces illimités, enveloppé d'un grand manteau rose. La conception unitaire des trois scènes a fait penser à une allusion à la Trinité, mais il est plus probable qu'il s'agisse une allégorie tirée des textes de saint Augustin liée respectivement au travail effectué par l'Église dans le monde (eau et terre), à la seconde venue du Christ (étoiles et plantes) et au jugement final (ténèbres et lumière).
Dans la Séparation de la lumière et des ténèbres, Dieu, qui seul remplit presque toute la scène, flotte, engagé dans l'acte générateur qui est à la base du monde. Sa silhouette tourbillonnante est vue d'en bas, les bras levés alors qu'il façonne le chaos, provoquant des vagues de lumière au milieu de l'obscurité imminente.
La gamme chromatique est réduite, comme typique dans les figures de la deuxième phase de la voûte, avec des nuances de violet et des nuances froides (blanc, bleu, gris) qui s'accordent dans des passages extrêmement soigneux, du clair au foncé. Le violet était la couleur des vêtements portés lors des célébrations de l'Avent et du Carême, parmi celles les plus solennelles célébrées dans la chapelle. La composition apparaît simplifiée, avec la seule grande figure divine, qui acquiert ainsi une monumentalité grandiose. Le coup de pinceau, du moins dans les histoires qui sont plus éloignées du spectateur, devient plus essentiel et rugueux, avec un travail aux traits entrelacés, semblable à l'effet qui, en sculpture, est obtenu avec le ciseau denté. Cela augmente l'effet visionnaire des histoires, surtout en contraste avec les figures des Voyants et des Ignudi, picturalement plus denses et plus lisses.

## Analyse
Cette scène est l'une des plus petites et est située juste au-dessus de l'autel. Elle a donné lieu aux commentaires les plus nombreux. Un seul personnage, pas en pied et proportionnellement beaucoup plus grand que les autres, symbolise Dieu séparant la lumière des ténèbres, ou la création de la forme à partir du chaos. Personne avant Michel-Ange (et peu d'autres après lui) n'avaient eu la hardiesse d'imaginer l'origine de monde en termes picturaux. Aucun artiste du XVe siècle, pas même Donatello, n'aurait été capable de concevoir cette image, ce qui montre le fossé séparant l'art de la première Renaissance à celui du début du XVIe siècle. Son importance réside dans sa relation avec le reste de la voûte.
Dieu plane dans les airs entre une zone claire et une zone sombre qui renvoient à la lumière et aux ténèbres. Michel-Ange devait avoir connaissance de l'opposition tout aussi marquée figurée dans la Bible malermienne de 1490, où le Créateur, il est vrai, ne plane pas, mais se dresse entre une surface claire et une surface sombre (Tolnay ; Hatfield, 1991). La recherche récente interprète la scène comme une auto-représentation de l'artiste dans la mesure où l'attitude de Dieu le père rappelle la position de Michel-Ange dans le dessin qui accompagne son sonnet à Giovanni da Pistoia (Bondeson, 2001 ; Rohlmann, 2004), même si ce rapprochement apparait à certains comme peu convaincant.
Il apparait que Michel-Ange, surtout à la fin de son travail sur les fresques, c'est-à-dire avec la création des trois scènes de la Genèse, prend une indépendance croissante à l'égard des modèles. Le vol de Dieu le Père dans cette scène est donc moins une auto-représentation délibérée de Michel-Ange qu'un symbole de son aspiration à la liberté artistique.

## Ignudi

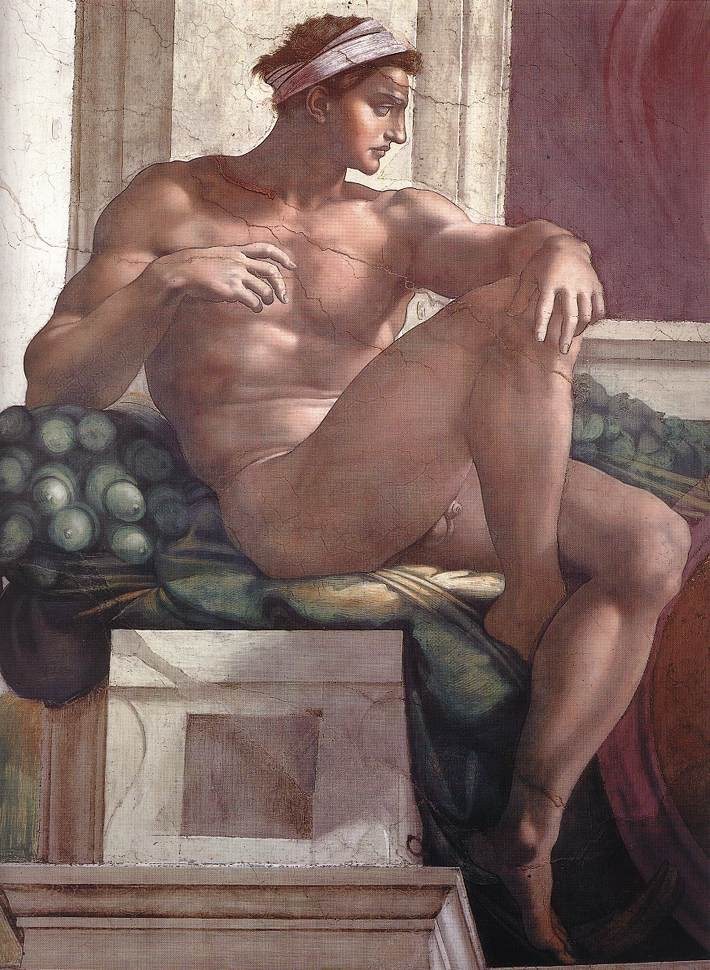
Un des Ignudi de la neuvième travée.

Dans les dernières travées en se dirigeant vers l'autel (suivant ainsi l'ordre dans lequel Michel-Ange a peint les scènes), les Ignudi ont tendance à envahir de plus en plus nettement les espaces voisins, qu'ils soient mineurs ou majeurs. De plus l'organisation rythmique par symétries et opposées, en faveur de positions de plus en plus lâches et complexes, se traduit, comme dans ce cas, par un dynamisme agité. Par rapport aux premières travées, elles augmentent également légèrement en taille et avec une plus grande proéminence plastique et dynamique, comme les figures correspondantes des Voyants. Ceci est dû à une optimisation de la perspective pour obtenir une vue privilégiée depuis l'axe central de la chapelle en regardant vers l'autel, comme lors des processions papales solennelles qui s'y déroulaient à partir de l'entrée de cérémonie située sur le mur est.
Les Ignudi au-dessus du Jérémie ont des attitudes très variées : celui de gauche a une pose de profil classique, avec des jambes élégamment entrelacées et des bras ouverts pour améliorer la vision qu'en a le spectateur ; celui de droite, en revanche, est plus « démantelé », penché en avant dans une torsion dramatique en raccourci, avec tout le poids de la guirlande sur les épaules, libérant une énergie surhumaine ne serait-ce que par l'éclairage particulièrement incident du fait de la proximité de la scène principale d'une partie « en lumière ».
L'autre couple, au-dessus de la Sibylle libyque, converge vers le centre, mais avec des rotations opposées du torse et des mouvements de tête différents, visant à couvrir une gamme différente d'expressions et de points de vue ; la position de celui de droite est particulièrement languissante, avec un bras levé et la tête penchée en arrière. Chaque « Ignudo » a nécessité trois jours de travail, sauf celui de gauche au-dessus de la Sibylle Libyenne qui en a nécessité quatre.

## Médaillons
Dans les deux médaillons de bronze figurent des histoires de l'Ancien Testament : le sacrifice d'Isaac et Elie montant au ciel sur un char de feu. Si le premier est lu comme une préfiguration de la Passion et de la Crucifixion de Jésus, le second est une prophétie de l'Ascension.  
Côté nord, le sacrifice d'Isaac est montré dans le prolongement d'une tradition iconographique préfiguré par la scène correspondante de la Porte du Paradis de Ghiberti : Abraham s'est rendu à l'ordre de Dieu et vient e lever sa main armée du couteau sur son fils Isaac qui attend son destin, accroupi sur le bloc devant l'autel. 
Côté sud, l'ascension d'Elie sur le char céleste n'est pas inspirée sur le plan formel par la Bible malermienne, mais plutôt par des représentations antiques de chars de combat (Robert/Rubinstein, 1986).  

Détails.
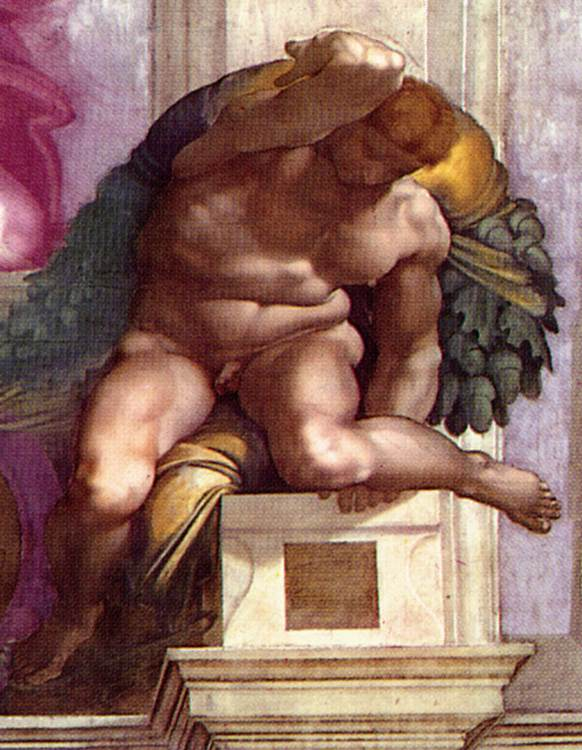
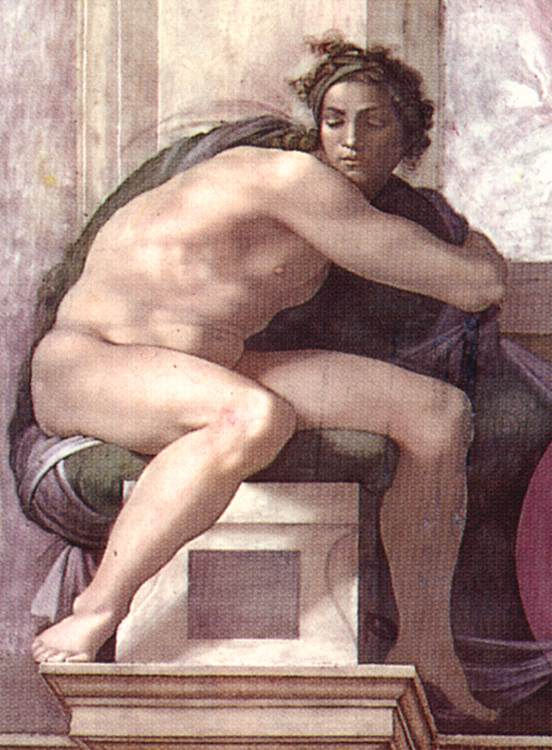
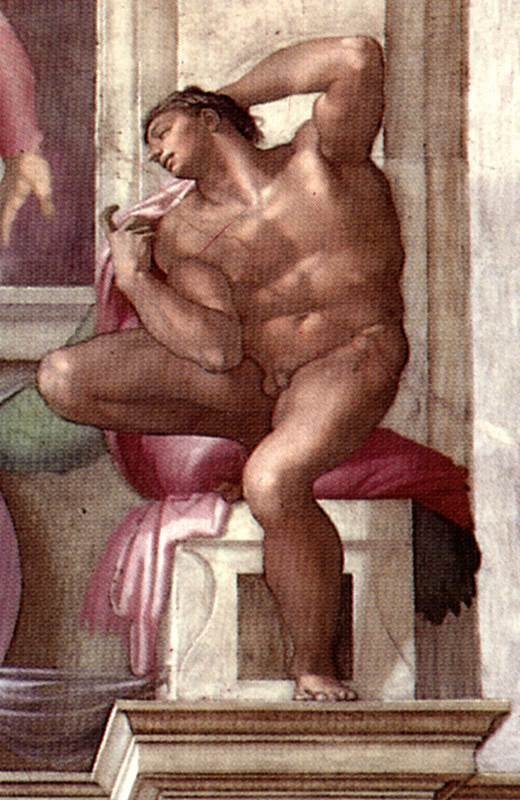

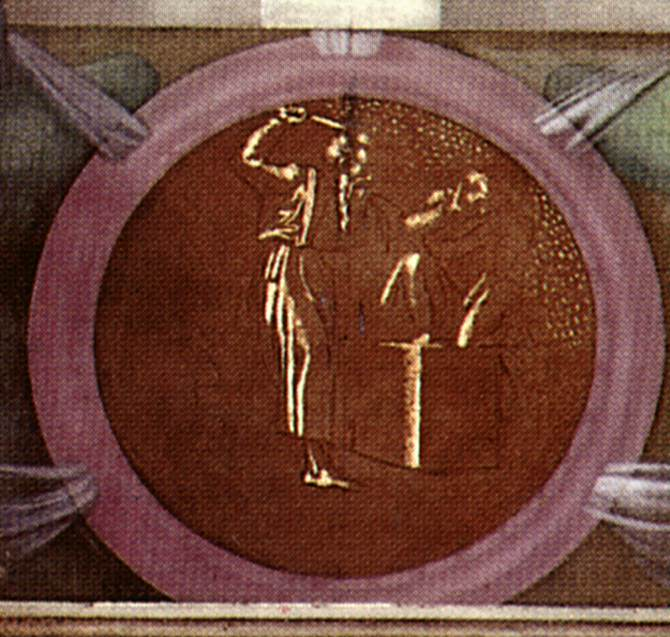
Sacrifice d'Isaac.
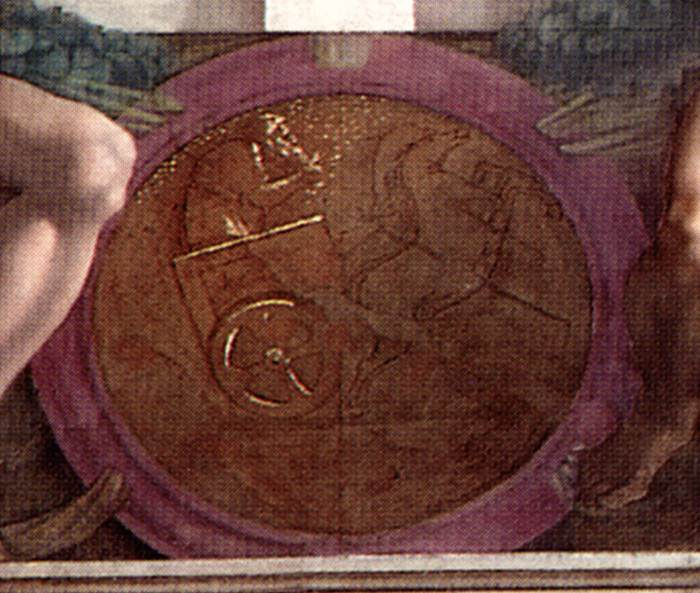
Élie montant au ciel dans un char de feu.